# Альбукерке
Альбуке́рке (англ. Albuquerque, американское произношение: [ˈælbəkɜɹki] (слушать)о файле) — город на юго-западе США, крупнейший город штата Нью-Мексико, административный центр округа Берналийо. Население по оценке на 2018 год составляет 560 218 человек, это 32-й по населению город США.

## Этимология
Существуют разные мнения по вопросу происхождения названия города. Наиболее распространено мнение о наименовании города в честь испанского государственного деятеля и вице-короля Мексики Франциско Фернандеса де ла Куэва, графа Альбуркерке (1617—1676). Альтернативное мнение связывает название с именем Афонсу д’Албукерки (1453—1515), португальского государственного деятеля. Оба имени связаны с названием испанского города на границе с Португалией Альбуркерке. Само название Альбуркерке расшифровывают как «белый дуб», от лат. albus (белый) и лат. quercus (дуб). Существует мнение, что город назван в честь герцога Сан-Фелипе де Альбуркерке, а название города в Испании, возможно, происходит от арабских слов «Абу аль-курк» (пробковый дуб). Впоследствии одна из букв «р» в названии была опущена.

## История
Город был основан как испанский колониальный пост в 1706 году, под названием Ранчос де Альбукерке, в то время там проживало 18 семей. Испанское культурное наследие сохранилось и в современном городе.
Население Альбукерке занималось преимущественно фермерским хозяйством, а сам город был военным постом вдоль стратегически важной дороги Камино-Реал. Альбукерке также имел статус центра овцеводства на Западе. Испанцы имели в городе свой военный гарнизон с даты его основания, а позже, в 1821 году Мексика также расположила военный гарнизон в Альбукерке. Город строился по традиционной испанской схеме: центральная площадь была окружена правительственными зданиями, домами горожан и церковью.
После захвата Нью-Мексико американцами, в Альбукерке с 1846 по 1867 год располагался федеральный гарнизон армии США. Во время Гражданской войны, в феврале 1862 года, город был занят войсками Конфедерации под командованием генерала Генри Хопкинса Сибли, который вскоре двинул свои основные части на север Нью-Мексико. Затем 8 апреля 1862 года в ходе его отступления в Техас под натиском войск Союза, состоялась битва у Альбукерке против отряда солдат Союза под командованием генерала Эдварда Кэнби. В этом сражении, которое продолжалось весь день, стороны понесли небольшие потери, поскольку в ходе битвы войска двух генералов находились на достаточно большом расстоянии друг от друга.
К началу XX века Альбукерке быстро превратился в аккуратный город юго-запада США, с населением 8000 человек в 1900 году. К тому времени город уже имел все современные удобства, в том числе трамваи, связавшие Старый и Новый город, а также незадолго до того основанный кампус университета Нью-Мексико. В 1902 году знаменитый отель «Альварадо» был построен рядом с новым пассажирским депо и оставался символом города до сноса в 1970 году.

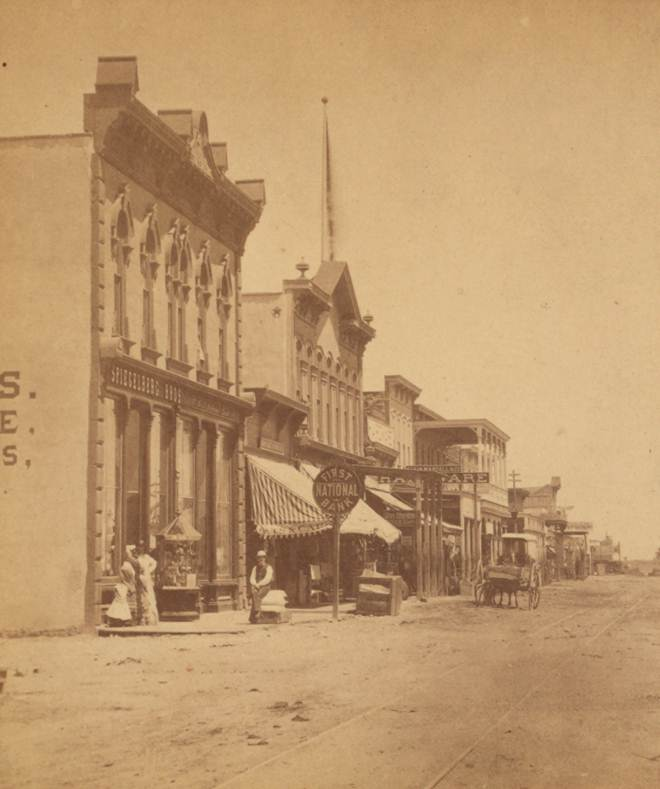
Центр Альбукерке в 1880 году

Сухой климат Нью-Мексико способствовал в начале XX века притоку в Альбукерке искавших лечение больных туберкулёзом.
Первые путешественники по Route 66 появились в городе в 1926 году, и для них в скором времени вдоль дороги появилось множество мотелей, ресторанов и магазинов сувениров.
Создание военно-воздушной базы Киртланд в 1939 году и базы Сэндия в начале 1940 года, а также лабораторий при этой базе в 1949 году, сделало Альбукерке ключевым игроком в Атомном веке. Тем временем город продолжал увеличиваться, к 1960 году в нём проживало уже 201 189 человек. В 1990 году население Альбукерке достигло 384 736, а в 2007 году составляло 518 271 человек. В июне 2007 года Альбукерке был внесён в список самых быстрорастущих городов в стране, заняв, по данным CNN и Бюро переписи населения США, шестое место.

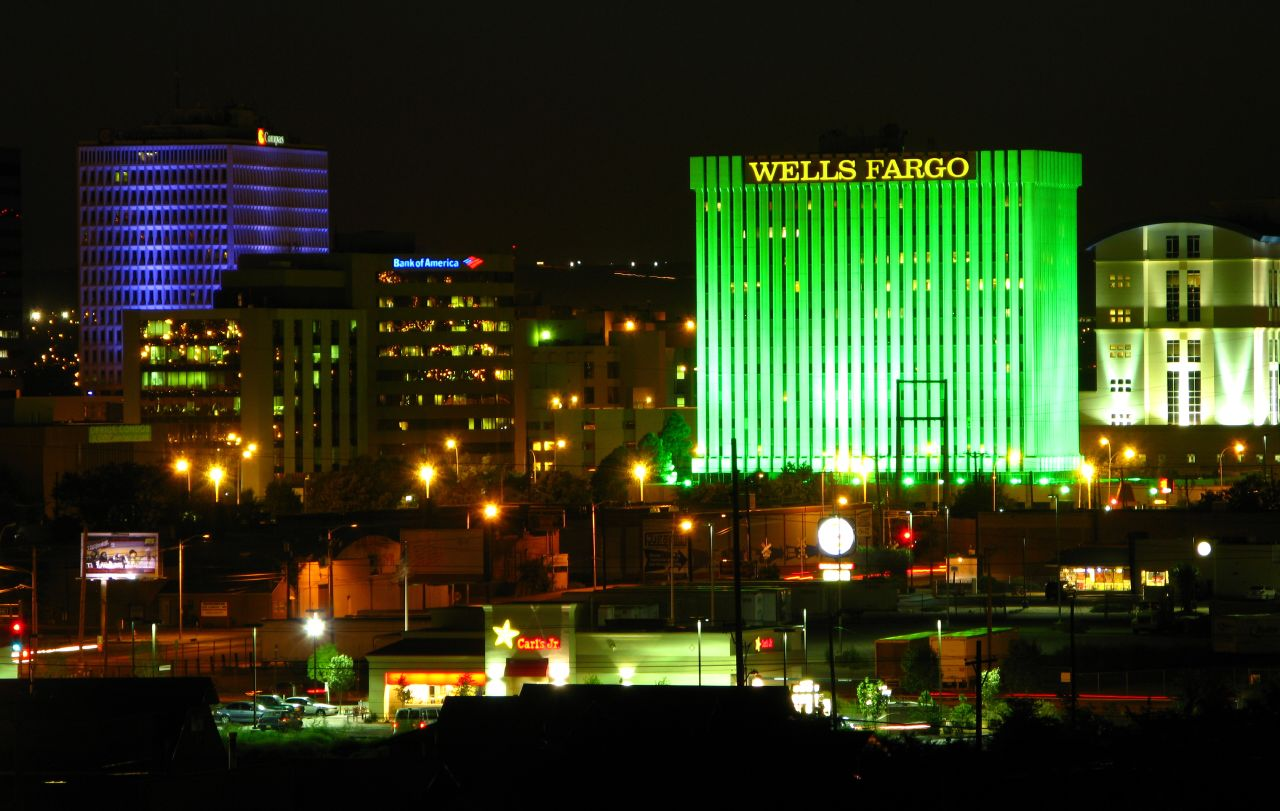
Современные здания в центре Альбукерке

В связи с программами по совершенствованию и обновлению, начиная с 1960-х годов центр Альбукерке, как и многих городов США, переживал спад в развитии — многие исторические здания были разрушены в 1960-х и 1970-х годах, чтобы освободить место для новых площадей, высотных зданий и парковок в рамках городского этапа обновления города. Только начиная с 2010 года в центре города началось восстановление характерного облика Альбукерке путём реконструкции и обновления исторических зданий.
С начала XXI века население Альбукерке продолжало быстро расти. Население собственно города оценивалось в 528 497 человек на 2009 год (для сравнения: по переписи 2000 года — 448 607 человек). В агломерации количество жителей Альбукерке достигло 907 775 человек, и, согласно прогнозам университета бизнеса и экономических исследований Нью-Мексико, увеличится до 2 млн человек к 2030 году.
В начале XXI века администрация Альбукерке приложила значительные усилия по преодолению высокого уровня преступности, пик которой пришёлся на 1990-е годы. По данным ФБР, с 1997 по 2012 год в городе наблюдался спад ежегодного показателя насильственных преступлений при неуклонном росте численности населения.

## География
Согласно бюро переписи населения США общая площадь Альбукерке составляет 490,8 км², из которых 486,14 км² суша, а 4,66 км² (0,95 %) — водная поверхность.
С севера на юг через Альбукерке протекает река Рио-Гранде, а с восточной стороны города находятся горы Сандия. Город расположен в пределах крайней северной части пустыни Чиуауа и имеет типичные для этого экорегиона климат, флору, фауну, а также рельеф. Находясь в центральной части Нью-Мексико, Альбукерке имеет черты влияния соседних экорегионов, таких как плато Колорадо, а также горных массивов Аризоны и Нью-Мексико.
Альбукерке один из самых крупных городов в США, расположенных на столь большой высоте. Высота города варьируется от 1490 метров над уровнем моря в долине Рио-Гранде, до 1950 м в предгорьях Высот Сандия и Гленвуд Хиллс. Аэропорт Альбукерке находится на высоте 1631 метр над уровнем моря.
Река Рио-Гранде, протекающая через пустыню и город, выглядит «экзотически» и напоминает Нил.

### Климат

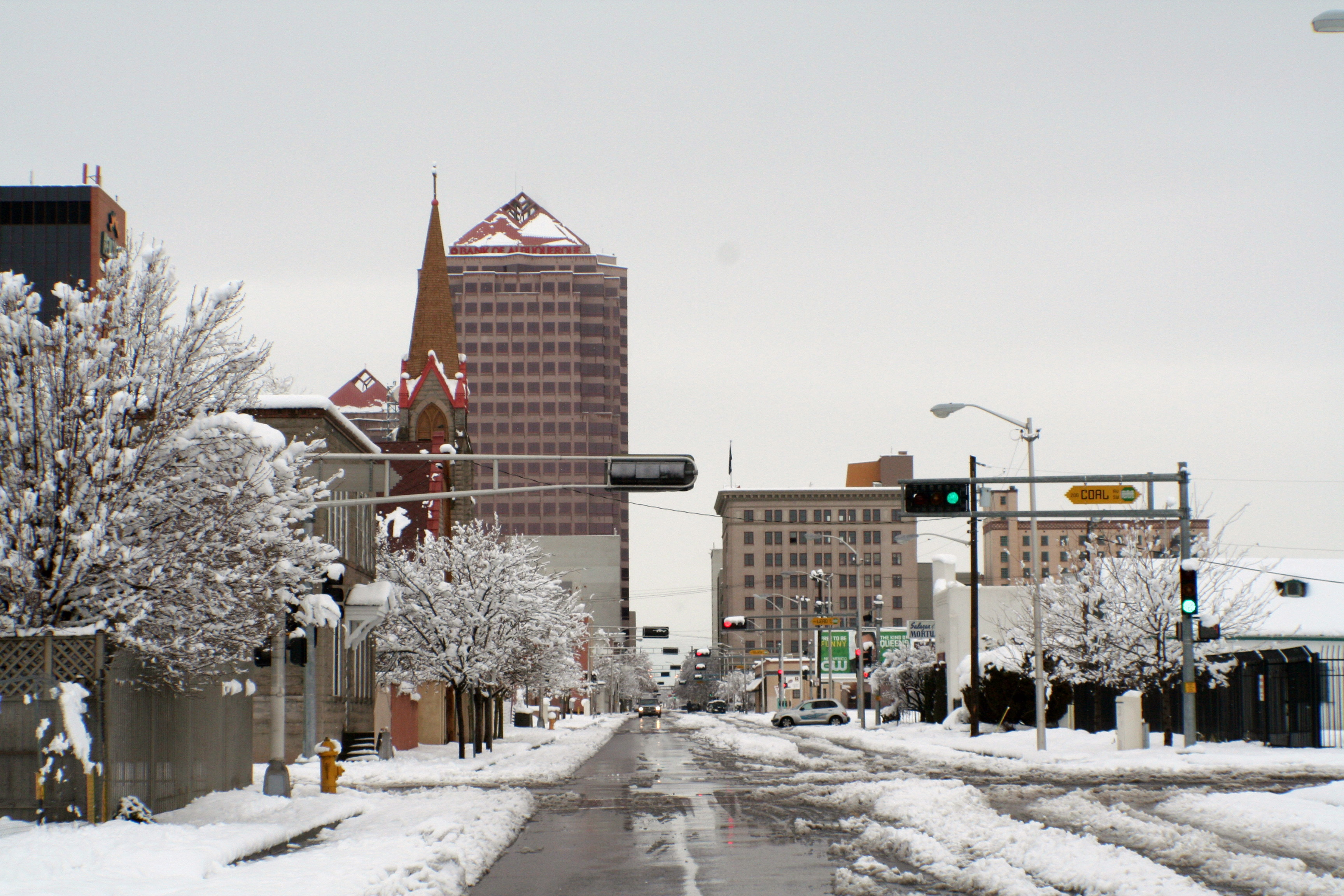
Центр Альбукерке после снегопада

Климат Альбукерке классифицируется как пустынный (в классификации Кёппена — BSk), характеризующийся тем, что среднегодовое количество осадков составляет менее половины от того количества влаги, которое испаряется в течение года, а также отсутствием месяцев со средней температурой ниже нуля.
Климат города преимущественно солнечный и сухой, со сравнительно низкой влажностью и в среднем с около 3,415 солнечных часов в год. В Альбукерке присутствуют четыре чётко выраженных сезона, но жара и холод более мягкие по сравнению с температурными крайностями, что встречаются в других частях страны.
Зимы в городе короткие и довольно ярко выражены; средние максимумы температуры варьируются от 7 °C до 15 °C днём и около −5 °C ночью. Ночи обычно холоднее в долине и предгорьях на несколько градусов, а также во время прохождения холодных фронтов из Скалистых гор и Большого Бассейна. Снег в Альбукерке выпадает редко и чаще встречается в областях с низким атмосферным давлением, или же при прохождении холодных фронтов через город, но быстро тает к середине дня, более половины из скудной влаги зимой выпадает в виде ливневых дождей, которые, как правило, очень непродолжительны.
Весна в Альбукерке начинается ветрено и прохладно, иногда с непостоянными дождями и даже снегом, хотя весна обычно — сухое время года в городе. В марте и апреле достаточно много ветреных дней, когда скорость ветра может достигать от 32 до 48 км/ч, в этот период песчаные и пыльные бури частое явление для Альбукерке. Но в мае ветер, как правило, затихает, и погода уже напоминает летнюю.
Летом средние максимумы дневной температуры обычно варьируются в пределах от 30 °C до 38 °C, но ночью температура часто падает до 15 °C. Из-за низкой влажности жара в Альбукерке переносится вполне терпимо.
Альбукерке был одним из городов в регионе, на которые с 28 по 30 декабря 2006 года обрушился сильный снегопад, в тот период в городе выпало до 66 см снега.
Среднегодовое количество осадков в Альбукерке всего около 215 мм, одна из причин этого — наличие дождевой тени от близлежащих гор и плоскогорий.
- Среднегодовая температура — +13,9 C°
- Среднегодовая скорость ветра — 3,6 м/с
- Среднегодовая влажность воздуха — 43 %

| Показатель                    | Янв.  | Фев.  | Март  | Апр.  | Май  | Июнь | Июль | Авг. | Сен. | Окт. | Нояб. | Дек.  | Год   |
| ----------------------------- | ----- | ----- | ----- | ----- | ---- | ---- | ---- | ---- | ---- | ---- | ----- | ----- | ----- |
| Абсолютный максимум, °C       | 22,2  | 26,1  | 29,4  | 31,7  | 36,7 | 41,7 | 40,6 | 38,3 | 37,8 | 32,8 | 28,3  | 22,2  | 41,7  |
| Средний суточный максимум, °C | 8,2   | 11,4  | 15,8  | 20,6  | 26,0 | 31,3 | 32,3 | 30,7 | 27,1 | 20,6 | 13,2  | 7,8   | 20,4  |
| Средняя температура, °C       | 2,4   | 5,2   | 8,9   | 13,3  | 18,7 | 23,8 | 25,7 | 24,6 | 20,7 | 14,2 | 7,2   | 2,4   | 13,9  |
| Средний суточный минимум, °C  | −3,3  | −0,9  | 2,1   | 6,1   | 11,4 | 16,4 | 19,1 | 18,4 | 14,4 | 7,8  | 1,2   | −3,1  | 7,5   |
| Абсолютный минимум, °C        | −27,2 | −23,3 | −14,4 | −10,6 | −3,9 | 1,7  | 5,6  | 7,8  | −3,3 | −7,2 | −21,7 | −26,7 | −27,2 |
| Норма осадков, мм             | 10    | 12    | 15    | 16    | 13   | 17   | 38   | 40   | 27   | 26   | 15    | 13    | 242   |
| Источник: Погода и климат     |       |       |       |       |      |      |      |      |      |      |       |       |       |

## Население
Согласно данным переписи населения США 2010 года в Альбукерке проживало 545 852 человека, в том числе было 239 166 домашних хозяйств и 224 330 семей. Плотность населения города составляла 1162,6 чел./км².
По состоянию на 2021 год расовый состав населения Альбукерке был следующий:
- белые — 65,6 %,
- афроамериканцы — 3,2 %,
- индейцы — 4,8 %,
- азиаты — 3,1 %,
- гавайцы — 0,1 %,
- лица, имеющие две или более рас — 14,1 %
- латиноамериканцы — 49,8 %,
- неиспаноязычные белые — 37,4 %.

Возрастной состав населения города (2010): до 18 лет — 24,5 %, 18—24 года — 10,6 %, 25—44 года — 30,9 %, 45—64 года — 21,9 % и 12,0 % — 65 лет и старше. Средний возраст жителей Альбукерке составлял 35 лет. На каждые 100 женщин приходилось 94,4 мужчин. На каждые 100 женщин 18 лет и старше было 91,8 мужчин.
Средний годовой доход домохозяйства в городе составлял 38 272, а средний доход семьи — 46 979 долларов. Средний доход мужчин 34 208 против 26 397 долларов у женщин. Доход на душу населения в городе на дату переписи был 20 884 долларов. Около 10,0 % семей и 13,5 % от всего населения проживало на доходы ниже прожиточного минимума, из них 17,4 % — лица, не достигшие 18-летнего возраста, и 8,5 % — жители в возрасте 65 лет или старше.

## Экономика
Современный Альбукерке расположен в центре «Технологической долины Нью-Мексико» (англ. New Mexico Technology Corridor), объединяющей значительное количество высокотехнологических частных и правительственных компаний и организаций, расположенных вдоль Рио-Гранде. Исторически после Второй мировой войны крупнейшие организации в Альбукерке связаны с созданием, развитием и обслуживанием ядерного оружейного арсенала США. Крупнейший работодатель Альбукерке, Авиабаза Киртланд (по оценкам, около 15 тысяч занятых гражданских и военных) — основной ядерный арсенал США. Авиабаза Киртланд, Национальные лаборатории Сандия и многочисленные субконтрактные организации создают значительный спрос на высококвалифицированные кадры в регионе.
Корпорация Intel создала в пригороде Альбукерке Рио-Ранчо несколько крупных производств (Fab 11 в 1995 году, Fab 11X в 2005 году) и исследовательский центр (Fab 9 со слиянием с Fab 11 в 1999 году) по производству полупроводников. Корпорацию в Альбукерке привлекли хороший деловой климат и наличие квалифицированных кадров. Используемые на этих заводах технологии постепенно устаревают, но корпорация рассматривает перспективы создания новых производств (Fab 21) в Альбукерке.
В Альбукерке расположено одно из подразделений корпорации Northrop Grumman, крупный завод по производству спальных принадлежностей компании Tempur-Pedic. В 2009 году начало работу производство преобразователей солнечной энергии международного концерна SHOTT AG, но из-за колебаний рынка в 2012 прекратило производственную деятельность.
Журнал Forbes в 2006 году назвал Альбукерке лучшим городом в США для бизнеса и карьеры а в 2008 поставил его на 13 место среди 200 городов. В 2014 году Forbes поставил Альбукерке на 7 место в списке лучших городов для инженеров в США. В 2009 Альбукерке был включен в десятку лучших городов США для жизни по версии U.S. News & World Report, а по версии TLC network был поставлен на 4 место по условиям жизни для семей.
Город был включен в список лучших городов для работы в 2007 году и в Топ 50 лучших мест для жизни и работы по версии журнала National Geographic Adventure.
В 2024 году был признан худшим городом США по безопасности (в мировом рейтинге безопасности из 195 городов занял 189 место). (Safety Index by City 2024 (numbeo.com))

## Инфраструктура

### Транспорт

#### Основные автомагистрали
Некоторые основные автомагистрали города Альбукерке:
- I-25 (межштатная магистраль Interstate 25). В городе называется Панамериканское шоссе, частью которого является магистраль[26]:248. Служит одним из основных путей сообщения направления север-юг на левом, восточном берегу Рио-Гранде. I-25 — также основная магистраль штата Нью-Мексико в направлении север-юг, соединяющая Альбукерке с Санта-Фе и Лас-Крусесом. По состоянию на 2019 год I-25 совпадает с единственной в Альбукерке федеральной автомагистралью US 85[англ.], которая в штате Нью-Мексико не обозначается дорожными знаками.

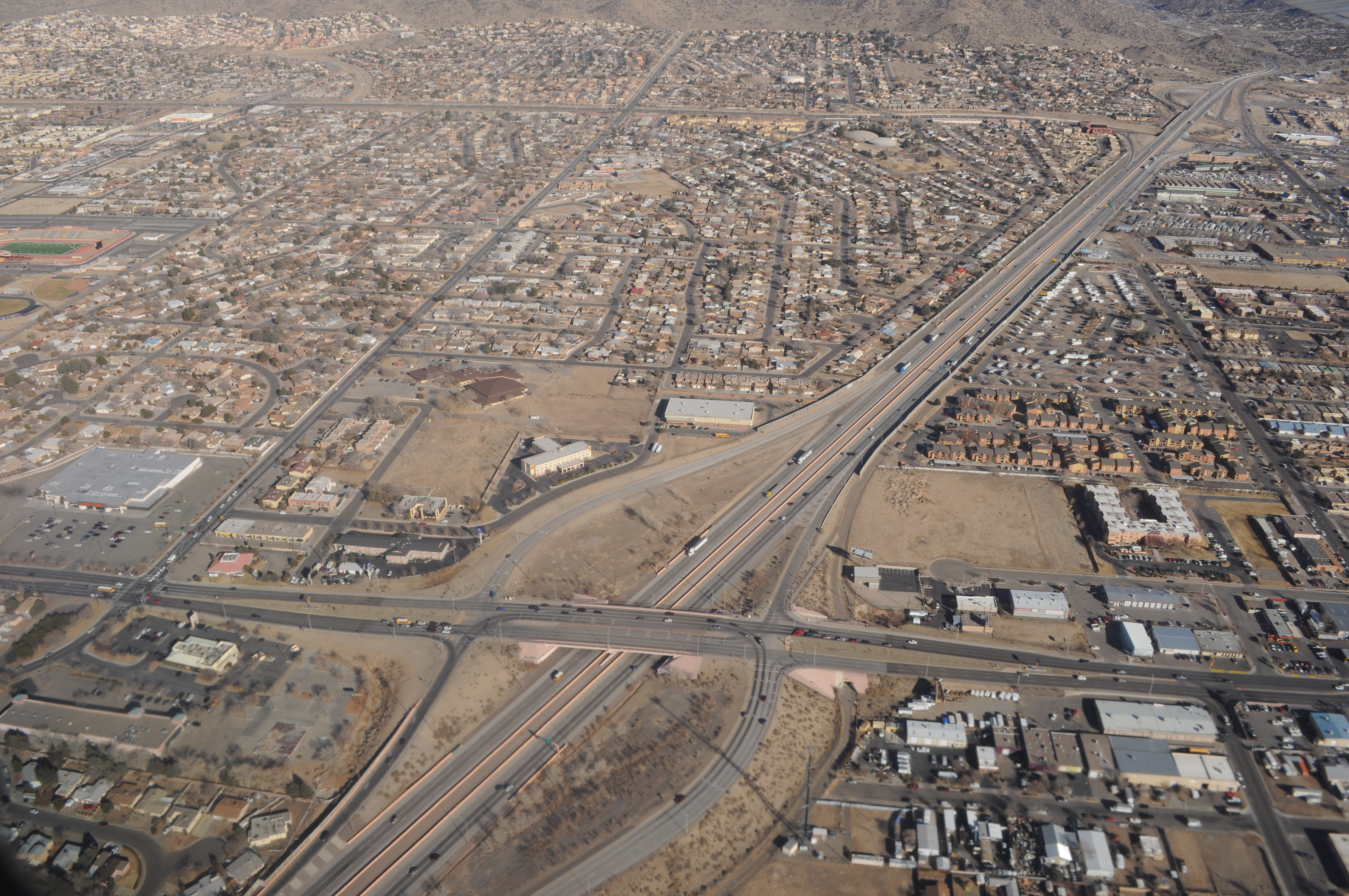
Вид с воздуха на I-40 в районе бульвара Хуан-Табо

- I-40 (межштатная магистраль Interstate 40). В городе называется Коронадо фривей (англ. Coronado Freeway)[26]:248. Это название связано с именем конкистадора 16-го века Франсиско Васкеса де Коронадо. Служит одним из основных путей сообщения направления восток-запад, пересекает Рио-Гранде по мосту, построенному в 1964 году.
- Пасе́о-дель-Но́рте[англ.] (англ. Paseo del Norte). Улица по всему протяжению совпадает с шоссе NM 423[англ.] штата Нью-Мексико. Основная часть имеет 6 полос движения, некоторые участки четырёхполосные. Все пересечения с другими дорогами регулируемые. Основное направление — восток-запад, расположена примерно в 5 милях (8 км) севернее шоссе I-40. Начинается от перекрёстка с Бульваром Трамвэй (англ. Tramway Blvd) у подножия гор Сандия, пересекает I-25 по трёхуровневой развязке. Далее проходит через посёлок Лос-Ранчос-де-Альбукерке (англ. Los Ranchos de Albuquerque) и далее по мосту через Рио-Гранде до Бульвара Кёрс (англ. North Coors Boulevard). Далее Пасео-дель-Норте проходит через территорию исторического памятника Петроглиф до пересечения с Бульваром Атриско-Виста (англ. Atrisco Vista Blvd) в районе аэропорта Дабл Игл II[англ.]. Пересечение Пасео-дель-Норте с I-25 было реконструировано в 2014 году для улучшения условий дорожного движения[27].
- Бульвар Кёрс[англ.] — основная магистраль направления север-юг западной части Альбукерке на правом берегу Рио-Гранде. Единственная полноценная развязка построена на пересечении с I-40, остальные крупные перекрёстки регулируются светофорами. Бульвар Кёрс и I-25 пересекаются на разных уровнях на южной окраине Альбукерке, но взаимных въездов и выездов не имеют. Небольшой самый северный участок Кёрс совпадает с дорогой штата NM 448[англ.], а практически вся остальная часть совпадает с NM 45[англ.]. Часть улицы оборудована тротуарами, велодорожками и качественной разметкой, но есть участки с грязными обочинами и нерегулируемыми перекрёстками.
- Бульвар Ри́о-Бра́во[англ.] (англ. Rio Bravo Boulevard). Основная магистраль, связывающая юго-западную часть Альбукерке с юго-восточной, с районом международного аэропорта Санпорт. Четырёхполосная магистраль с разделителем направлений движения идет от Бульвара Юнивёсити (англ. University Boulevard) до Бульвара Кёрс, за пересечением с которым шоссе называется Бульвар Денниса Чавеса (англ. Dennis Chaves Blvd). Почти на всём протяжении от Бульвара Кёрс до развязки с I-25 совпадает с шоссе штата NM 500.
- Централ-Авеню[англ.] (англ. Central Avenue) — одна из частей исторической автомагистрали US 66, в 1980 году была выведена из числа автомагистралей, в Альбукерке её заменили современные шоссе, в первую очередь, I-40[26]:248.
- Бульвар Алами́да[англ.] (англ. Alameda Boulevard) — основная автодорога, связывающая Рио-Ранчо и северо-восточную часть Альбукерке. Начинается от Вентура-стрит и заканчивается на пересечении с Бульваром Кёрс. На участке от Секонд-стрит до Кёрс совпадает с шоссе штата NM 528[англ.].
- Бульвар Трамвэ́й[англ.] (англ. Tramway Boulevard) — самая восточная магистраль в Альбукерке направления север-юг, проходит вдоль подножия гор Сандия и служит объездной дорогой северо-восточной части Альбукерке. Совпадает с шоссе штата NM 556. Начинается от пересечения с I-25 в районе Сандия Пуэбло[англ.] и идёт в восточном направлении; в районе нижней станции экскурсионной канатной дороги «Сандия Пик Трамвэй[англ.]» поворачивает в южном направлении до пересечения с I-40 и Централ-Авеню в районе Каньон Тихерас[англ.].

Пересечение I-25 и I-40 известно как «Биг Ай»:248 Было построено в 1966 году, в 2002 закончена капитальная реконструкция. Это единственная развязка в пяти уровнях в штате Нью-Мексико.

#### Мосты
Реку Рио-Гранде в Альбукерке пересекают шесть муниципальных мостов. В порядке с севера на юг (или вниз по течению Рио-Гранде):
- Аламида Бридж (англ. Alameda Bridge)
- Пасео-дель-Норте Бридж (англ. Paseo del Norte Bridge)
- Монтаньо Бридж (англ. Montaño Bridge)
- Ай-40 Бридж (англ. I-40 Bridge)
- Централ-эт-Олд-Таун Бридж (англ. Central at Old Town Bridge)
- Барилас Бридж (англ. Barelas Bridge)

У первых трёх мостов восточные подъезды расположены не на городской территории, а на территории посёлков Лос-Ранчос-де-Альбукерке и Норт-Вэлли, что препятствует расширению транспортного потока из-за противодействия местного населения.
Ещё два моста, играющих важную роль в организации движения в городской агломерации, находятся в районе южной городской черты:
- Рио-Браво Бридж (англ. Rio Bravo Bridge)
- Ай-25 Бридж (англ. I-25 Bridge) (вблизи Ислета Пуэбло[англ.]).

#### Железные дороги

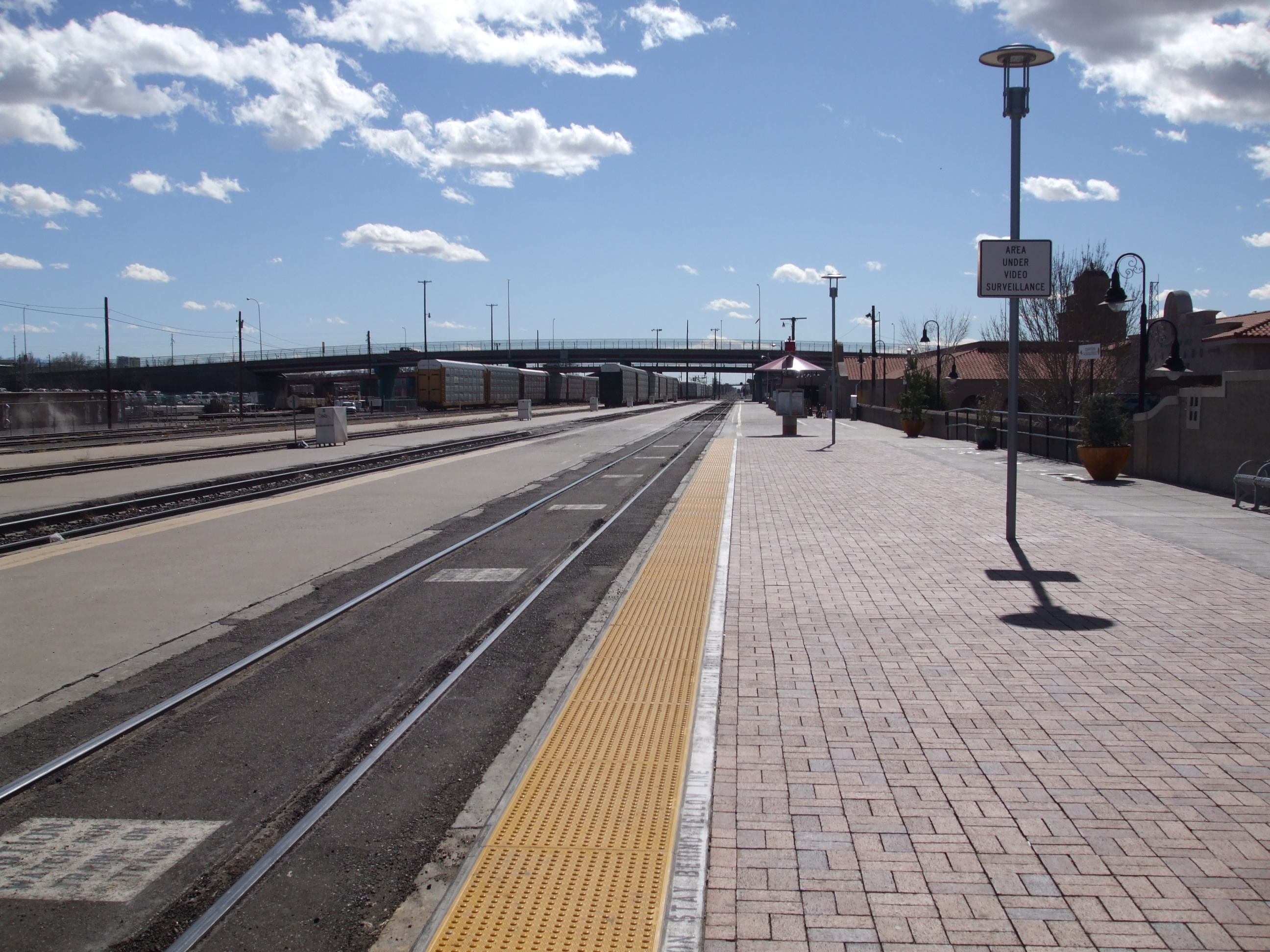
Платформа станции «Даунтаун Альбукерке» пригородного экспресса Рейл-Раннер

Бо́льшая часть железнодорожной сети Альбукерке принадлежит штату Нью-Мексико. Сеть используется для пригородного и дальнего сообщения, а также для грузоперевозок.

#### Грузовые перевозки
Грузовые железнодорожные перевозки осуществляет компания BNSF Railway, небольшой грузовой терминал которой расположен в южной части Альбукерке южнее Авеню Цезаря Е. Чавеса и рядом с депо Рейл-Раннер Экспресс. Основной грузопоток центральной части штата Нью-Мексико идёт через более крупный терминал вблизи города Белен.

#### Пассажирское сообщение
Единственный маршрут поездов дальнего следования, проходящий через Альбукерке — Саутвест Чиф корпорации Амтрак от Чикаго до Лос-Анджелеса. Следует через Альбукерке ежедневно в обоих направлениях и имеет одну остановку в Транспортном Центр Альварадо в даунтауне Альбукерке.

#### Пригородное сообщение
В 2006 году началось движение пригородного сообщения Рейл-Раннер Экспресс между Альбукерке и округом Сандовал с использованием выкупленных в 2005 году штатом Нью-Мексико у компании BNSF Railway прав на организацию движения. В 2006 году сообщение было продлено до округа Валенсия, и в декабре 2008 года — до Санта-Фе. По состоянию на 2019 год Рейл-Раннер Экспресс имеет 19 остановок, в том числе три остановки в Альбукерке, и соединяет округа Санта-Фе, Берналийо, Сандовал и Валенсия.
Поезда этой линии делают восемь рейсов по рабочим дням между Альбукерке и даунтауном Санта-Фе. По участку до города Белен движение производится реже.

#### Общественный транспорт

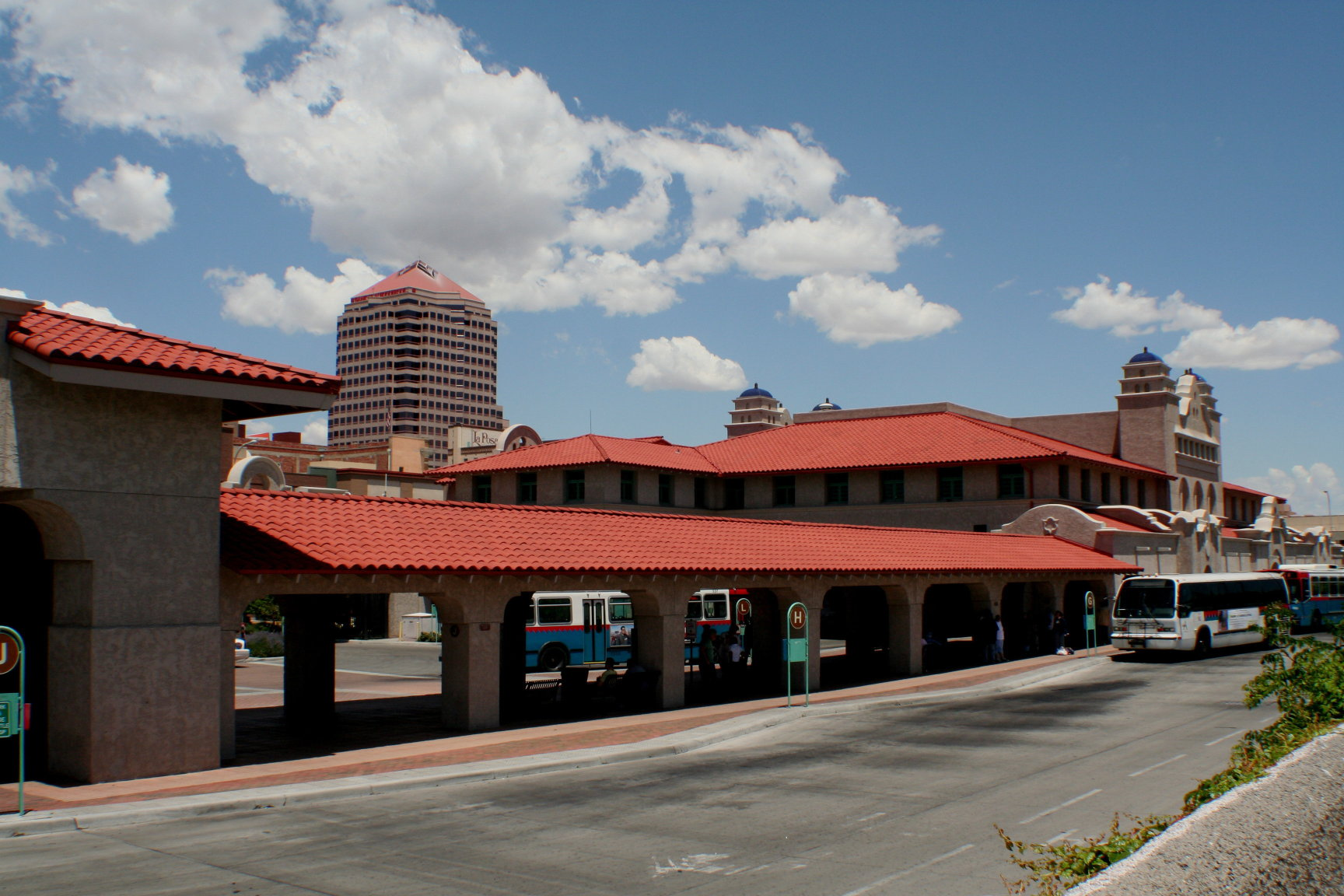
Транспортный центр Альварадо в даунтауне Альбукерке.

Альбукерке был одним из двух городов штата Нью-Мексико, в которых действовал трамвайный общественный транспорт (второй — Лас-Вегас). Примерно с 1880 года на конной тяге, а к 1904 году — на электрической. Система управлялась транспортной компанией «Albuquerque Traction Company» с 1905 года. В последующие десять лет протяженность линий возросла до 6 миль (9,7 км), которые соединили городской центр в районе бывшего депо железной дороги «Атчисон, Топека и Санта-Фе Рейлуэй» со старым городом на западе и районом Университета Нью-Мексико на востоке. «Albuquerque Traction Company» разорилась в 1915 году, для управления трамвайным хозяйством была создана «City Electric Company». Несмотря на оживление в перевозках в период Первой Мировой войны и выигранные судебные претензии властей, пытавшихся заставить компанию платить за дороги, эта компания также потерпела крах в 1927 году, и трамвай в Альбукерке прекратил работу:177–181.
Современный городской транспорт управляется муниципальной системой «ABQ RIDE», крупнейшей в штате Нью-Мексико. Система включает в себя регулярное автобусное сообщение по нескольким десяткам различных маршрутов, а также экспрессы «Rapid Ride».
В 2006 году администрация мэра Мартина Чавеса планировала и пыталась запустить проект современного трамвая «Modern Streetcar» стоимостью 270 миллионов долларов США, однако он не был реализован из-за открытого сопротивления многих горожан. Тем не менее, городские власти и городской департамент транспорта продолжают политику поддержки создания трамвайного сообщения. Проект предполагает создание линий трамвая в основном в юго-восточной части города на Централ-Авеню и Бульваре Йель.
Начиная с 2011 года, городские власти работают над созданием системы автобусов-экспрессов на Централ-Авеню. По этой трассе перевозится примерно 44 % всех пассажиров ABQ RIDE, это наилучший маршрут для усилий по улучшению городского транспорта.
В 2017 году начата реорганизация экспресс-транспорта (ART), которая включает организацию выделенных полос для общественного транспорта между Бульваром Кёрс и Бульваром Луизиана.

#### Велосипедная инфраструктура
В городе хорошо развита сеть велосипедных трасс. По состоянию на 2019 год протяженность отдельных велодорожек, выделенных полос и веломаршрутов составляет более 400 миль. В 2009 году Альбукерке был отмечен как город с имеющейся и развивающейся системой для велосипедистов. В этом же году в городе был открыт первый велосипедный бульвар на Силвер-Авеню. Его длина составляет 7,5 мили (12 км). Городские власти планируют продолжать инвестировать в развитие велосипедного транспорта в городе, включая кредитные программы.

#### Возможности для пешеходов
В 2011 году компания Walk Score в своём исследовании условий для пешеходов в 50 крупнейших городов США поставила Альбукерке на 28 место.

#### Аэропорты

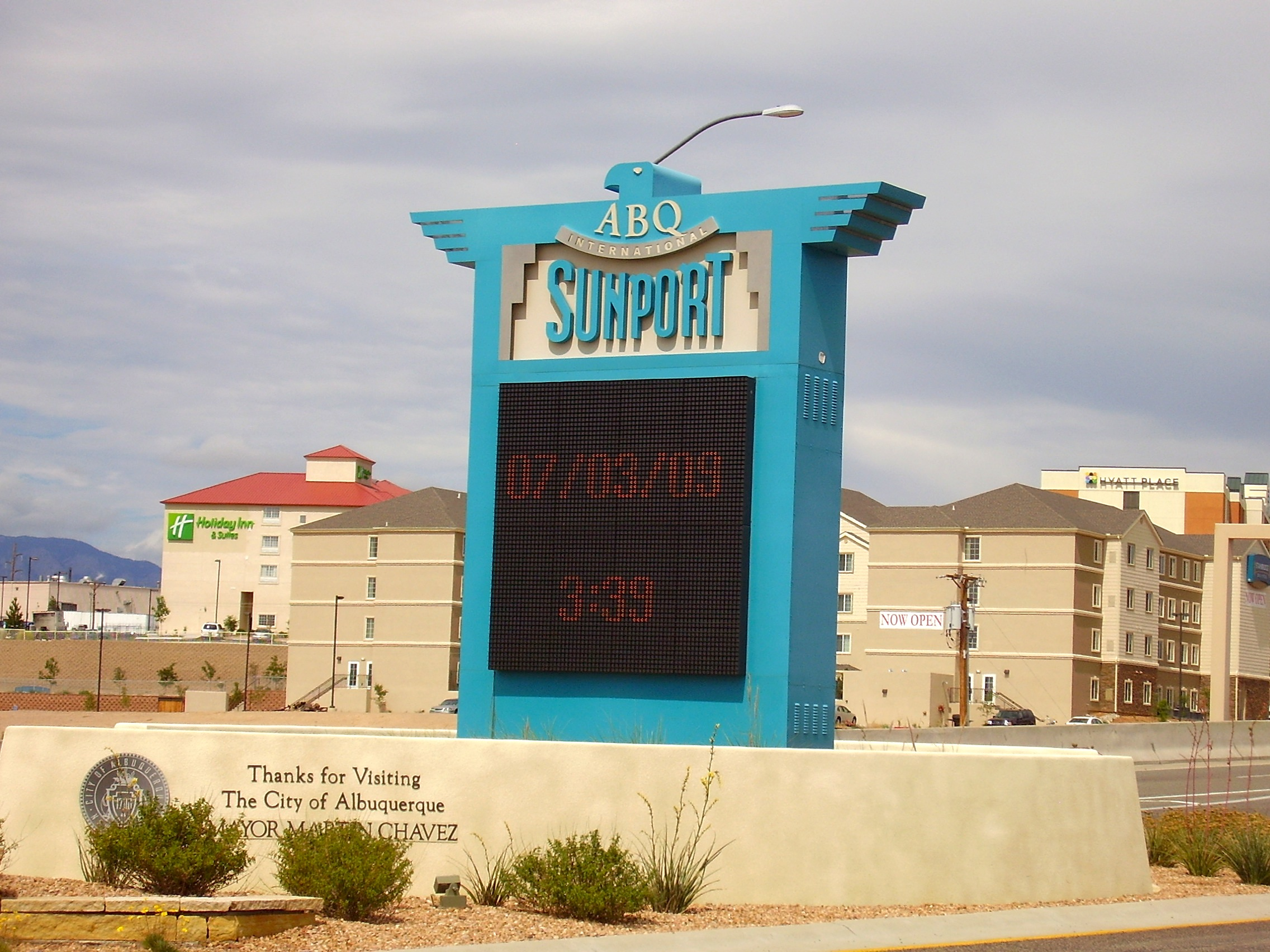
Международный аэророрт Санпорт.

Альбукерке обслуживают два аэропорта. Крупный международный аэропорт Санпорт расположен на расстоянии 3 мили (4,8 км) к юго-востоку от делового центра Альбукерке. В 2009 году он обслужил почти 5,9 миллионов пассажиров.
Второй аэропорт Дабл Игл II значительно меньше. Он используется в основном для базирования авиационной медицины, бизнес-полётов, военных, тренировочных, чартерных и частных полётов.

### Коммунальное хозяйство

#### Электроэнергия
Наиболее крупный поставщик электроэнергии в Альбукерке — PNM Resources Inc., публичная сервисная компания. По состоянию на 2019 год обслуживает примерно 781 тысячу домовладений и компаний в северной части штата Нью-Мексико и западной части штата Техас.

#### Газоснабжение
Основное снабжение природным газом осуществляет компания New Mexico Gas Company, основанная в 2009 году. По состоянию на 2019 год она обслуживает примерно 524 тысячи потребителей.

#### Водоснабжение и водоотведение
Питьевое водоснабжение и водоотведение в Альбукерке осуществляет муниципальная компания The Albuquerque Bernalillo County Water Utility Authority, основанная в 2004 году. Компания управляется Советом, в который входят по три представителя от города Альбукерке и от округа Берналийо, мэр Альбукерке и представитель посёлка Рио-Ранчо (последний — без права голоса).

#### Мусор и вторичные ресурсы
Обращение с вторичными ресурсами и мусором осуществляет Департамент твердых бытовых отходов городской администрации (англ. The City of Albuquerque Solid Waste Management Department). В городе функционирует 16 площадок по приему отходов на переработку. Действуют общегородские программы по удалению граффити, сорной растительности и уличного мусора.

### Здравоохранение
Город Альбукерке — основной центр систем здравоохранения и медицинского обслуживания в штате с многочисленными современными службами. Наиболее крупные: Медицинский Центр ветеранов (англ. VA Medical Center), Пресвитарианский госпиталь, Пресвитерианская медицинская служба, Госпиталь болезней сердца штата Нью-Мексико (англ. Heart Hospital of New Mexico), женский госпиталь Лавлэйс (англ. Lovelace Women's Hospital). Госпиталь Университета Нью-Мексико — основной учебный центр для медицинских учебных заведений штата, он включает в себя также детский госпиталь, ожоговый центр, педиатрический центр и травматологию высшего, 1-го уровня компетенции. Госпиталь Университета обладает широким штатом различных специалистов и служит сертифицированным диагностическим центром.

## Достопримечательности
- Национальный монумент Петроглиф
- Национальная лаборатория по изучению солнечной тепловой энергии
- Международный музей воздушных шаров Андерсона-Абруццо[англ.]
- Национальный музей атомной науки и истории

## Города-побратимы
- Испания: Альбуркерке, Хихон
- Туркменистан: Ашхабад
- Мексика: Гвадалахара, Чиуауа
- Китай: Ланьчжоу
- Япония: Сасебо
- Германия: Хельмштедт
- Китайская Республика: Хуалянь
- Украина: Харьков
- Россия: Казань